# Grúňový potok (přítok Boce)
Grúňový potok je potok v horním Liptově, v jižní části okresu Liptovský Mikuláš. Je to pravostranný přítok říčky Boce, který má délku 3,1 km a je tokem IV. řádu.

## Pramen
Teče v Nízkých Tatrách, pramení v podcelku Kráľovohoľské Tatry na severovýchodním svahu Jánova Grúně (1387,5 m n. m.) v nadmořské výšce přibližně 1230 m.

## Popis toku
Od pramene teče zprvu západoseverozápadním směrem, zprava přibírá krátký přítok z polany Ramža a přechodně se stáčí na severoseverozápad. Z pravé strany přibírá následně přítok (1,4 km) z jihovýchodního svahu Fišiarky (1478,4 m n. m.), dále protéká dolinou Podvrch a na krátkém úseku teče na západ. Zleva pak přibírá přítok (1,1 km) zpod Bacúšského sedla (1319 m n. m.) a dále už teče severozápadním směrem. Z pravé strany ještě přibírá přítok ze západního svahu Fišiarky a protéká intravilánem obce Vyšná Boca. Severovýchodně od místního kostela se v nadmořské výšce cca 949 m vlévá do Boce.